# مارکو گروپو
مارکو گروپو (ایتالیایی: Marco Groppo؛ زادهٔ ۴ سپتامبر ۱۹۶۰) دوچرخه‌سوار اهل ایتالیا است.